# Lotus tetragonolobus
Тетрагонолобус пурпуровий (Lotus tetragonolobus)  — вид рослин родини бобові (Fabaceae). Етимологія: дав.-гр. τετρα- — «чотири», γωνία — «кут», лат. lobus — «біб, стручок».

## Біоморфологічна характеристика
Однорічна рослина зі стрижневою кореневою системою. Стебла напівпідняті або сланкі, тому висота рослин 10–15 см. Листки м'ясисті, овально-ромбічні, мало запушені. Квітки пурпурові, нерівнобокі, яйцеподібні. Цвіте з середини червня. Плід — біб довжиною 8–9 см, дерев'янистий із чотирма виростами (крилами). У плоді близько десяти, округлих, світло-коричневих насінин. Маса 1000 насінин становить ≈ 45 г.

## Поширення, біологія
Площа розповсюдження: Південна Європа (Греція; Італія; Франція; Іспанія; Україна — Крим), Північна Африка (Алжир; Єгипет; Лівія; Марокко; Туніс) і Близький Схід (Азербайджан; Грузія; Кіпр; Туреччина). Росте на вологих луках на глинистих ґрунтах.

## Використання
Молоді стручки довжиною 2–4 см їстівне і смак дещо мигдалевий. Вага молодих стручків 1–2 грами. Молоді стебла їдять як спаржу, а насіння може бути використане як сурогат кави.